# Бинен
Бинен (њем. Binnen) општина је у њемачкој савезној држави Доња Саксонија. Једно је од 36 општинских средишта округа Нинбург (Везер). Према процјени из 2010. у општини је живјело 1.028 становника. Посједује регионалну шифру (AGS) 3256002.

## Географски и демографски подаци
Бинен се налази у савезној држави Доња Саксонија у округу Нинбург (Везер). Општина се налази на надморској висини од 24 метра. Површина општине износи 24,8 km².

## Становништво
У самом мјесту је, према процјени из 2010. године, живјело 1.028 становника. Просјечна густина становништва износи 41 становника/km².